# Komárom-Esztergom
Komárom-Esztergom is een comitaat in het noorden van Hongarije. De hoofdstad is Tatabánya. Het comitaat heeft 304.568 inwoners.

## Geografie
De noordgrens van het comitaat wordt gevormd door de rivier de Donau. Aan de andere kant van de Donau bevindt zich de Slowaakse regio Nitra. Verder grenst Komárom-Esztergom aan de Hongaarse comitaten Győr-Moson-Sopron in het westen, Veszprém in het zuidwesten, Fejér in het zuiden en Pest in het oosten.
De Gerecseheuvels liggen in het midden van Komárom-Esztergom en de Vértesheuvels in het uiterste zuiden op de grens met Fejér. In het uiterste oosten ligt een deel van Nationaal Park Donau-Ipoly.

## Geschiedenis
De comitaten Esztergom en Komárom waren een van de oudste comitaten van Hongarije en stammen respectievelijk uit de tiende en elfde eeuw.
Na de Eerste Wereldoorlog, als gevolg van het Verdrag van Trianon kwamen de delen ten noorden van de Donau bij het nieuw gevormde land Tsjecho-Slowakije. De overgebleven Hongaarse delen fuseerde tot het nieuwe comitaat Komárom-Esztergom.
Tijdens de Tweede Wereldoorlog werd, als gevolg van de Eerste Scheidsrechterlijke Uitspraak van Wenen Slowakije gedwongen om haar zuidelijke deel aan Hongarije af te staan en hierdoor werden tijdelijk de twee comitaten van voor 1918 hersteld. Na de Tweede Wereldoorlog werd de vooroorlogse situatie weer hersteld en gingen de twee comitaten verder onder de naam Komárom, wat in 1992 weer werd hernoemd naar Komárom-Esztergom.

## Bevolking
Tijdens de volkstelling van 2011 had het comitaat 304.568 inwoners. Dit waren er ruim 12.000 minder dan in 2001. Van de bevolking behoren 20.613 personen tot de minderheden. De belangrijkste minderheden zijn de Duitsers die met 9.168 personen 3,6 procent van de bevolking vormen, de Roma (4.261 personen) en de Slowaken (3174 personen).

## Districten in Komárom-Esztergom
Het comitaat is sinds 2013 verdeeld in de volgende districten (Járások als vervangers van de voorheen bestaande deelgebieden (Kistérségek):
| District             | Hoofdstad | Oppervlakte | Inwoners (2013) | Plaatsen | Steden |
| -------------------- | --------- | ----------- | --------------- | -------- | ------ |
| Esztergom (district) | Esztergom | 537.26      | 95 306          | 24       | 5      |
| Kisbér (district)    | Kisbér    | 510.57      | 19 968          | 17       | 1      |
| Komárom (district)   | Komárom   | 378.76      | 40 107          | 9        | 3      |
| Oroszlány (district) | Oroszlány | 199.39      | 26 353          | 6        | 1      |
| Tatabánya (district) | Tatabánya | 331.65      | 88 159          | 10       | 1      |
| Tata (district)      | Tata      | 306.72      | 40 307          | 10       | 1      |

## Steden en dorpen
Komárom-Esztergom is het op een na dichtstbevolkte comitaat van Hongarije. 66% woont in de steden.

### Stad met comitaatsrecht
- Tatabánya

### Andere steden
(gesorteerd naar bevolkingsomvang, volgens de census van 2001)
- Esztergom (29.092)
- Tata (23.937)
- Oroszlány (20.487)
- Komárom (19.856)
- Dorog (12.793)
- Nyergesújfalu (7.749)
- Kisbér (7.532)
- Lábatlan (5.414)
- Bábolna (3.933) (2003)

### Dorpen
| - Aka               |  | - Csém            |  | - Kömlőd        |  | - Szomód        |  |  |  |
| - Almásfüzitő       |  | - Csép            |  | - Környe        |  | - Szomor        |  |  |  |
| - Annavölgy         |  | - Csolnok         |  | - Leányvár      |  | - Tardos        |  |  |  |
| - Ács               |  | - Dad             |  | - Máriahalom    |  | - Tarján        |  |  |  |
| - Ácsteszér         |  | - Dág             |  | - Mocsa         |  | - Tárkány       |  |  |  |
| - Ászár             |  | - Dömös           |  | - Mogyorósbánya |  | - Tát           |  |  |  |
| - Baj               |  | - Dunaalmás       |  | - Nagyigmánd    |  | - Tokod         |  |  |  |
| - Bajna             |  | - Dunaszentmiklós |  | - Nagysáp       |  | - Tokodaltáró   |  |  |  |
| - Bajót             |  | - Epöl            |  | - Naszály       |  | - Úny           |  |  |  |
| - Bakonybánk        |  | - Ete             |  | - Neszmély      |  | - Várgesztes    |  |  |  |
| - Bakonysárkány     |  | - Gyermely        |  | - Piliscsév     |  | - Vérteskethely |  |  |  |
| - Bakonyszombathely |  | - Héreg           |  | - Pilismarót    |  | - Vértessomló   |  |  |  |
| - Bana              |  | - Kecskéd         |  | - Réde          |  | - Vértesszőlős  |  |  |  |
| - Bársonyos         |  | - Kerékteleki     |  | - Sárisáp       |  | - Vértestolna   |  |  |  |
| - Bokod             |  | - Kesztölc        |  | - Súr           |  | - Szárliget     |  |  |  |
| - Csatka            |  | - Kisigmánd       |  | - Süttő         |  |                 |  |  |  |
| - Császár           |  | - Kocs            |  | - Szákszend     |  |                 |  |  |  |